# إريك ماركس
إريك ماركس (بالألمانية: Erich Marks)‏ هو عالم جريمة ألماني، ولد في 22 يونيو 1954 في بيلفلد في ألمانيا.